# Ectopatria paurogramma
Ectopatria paurogramma är en fjärilsart som beskrevs av Oswald Beltram Lower 1901. Ectopatria paurogramma ingår i släktet Ectopatria och familjen nattflyn. Inga underarter finns listade i Catalogue of Life.